# Purusiella
Purusiella is een kevergeslacht uit de familie van de boktorren (Cerambycidae). De wetenschappelijke naam van het geslacht werd voor het eerst geldig gepubliceerd in 2010 door Dalens, Touroult & Tavakilian.

## Soorten
Purusiella omvat de volgende soorten:
- Purusiella hippomontanensis Dalens, Touroult & Tavakilian, 2010
- Purusiella wappesi (Martins & Galileo, 2004)